# Шахі (острів)
Шахі (перс. جزیره شاهی) або Джезірейе-Ісламі (перс. جزیره اسلامی) — острів у східній частині озера Урмія, остан Східний Азербайджан, Іран. Один з двох заселених островів озера. Після зниження рівня озера острів перетворився на півострів. На острові є 7 населених пунктів: Сарай, Аг Гондаб, Гемічі, Бурачали, Гийгач, Темірлу і Бехрамабад.
На острові був похований монгольський правитель і полководець, онук Чингіз-хана Хулагу Хан.

## Джерело
- Географія Ірану